# Estebrügge
Estebrügge  (platduits:Eestbrügg) is een dorp in de gemeente Jork in het Landkreis Stade in de deelstaat Nedersaksen. 

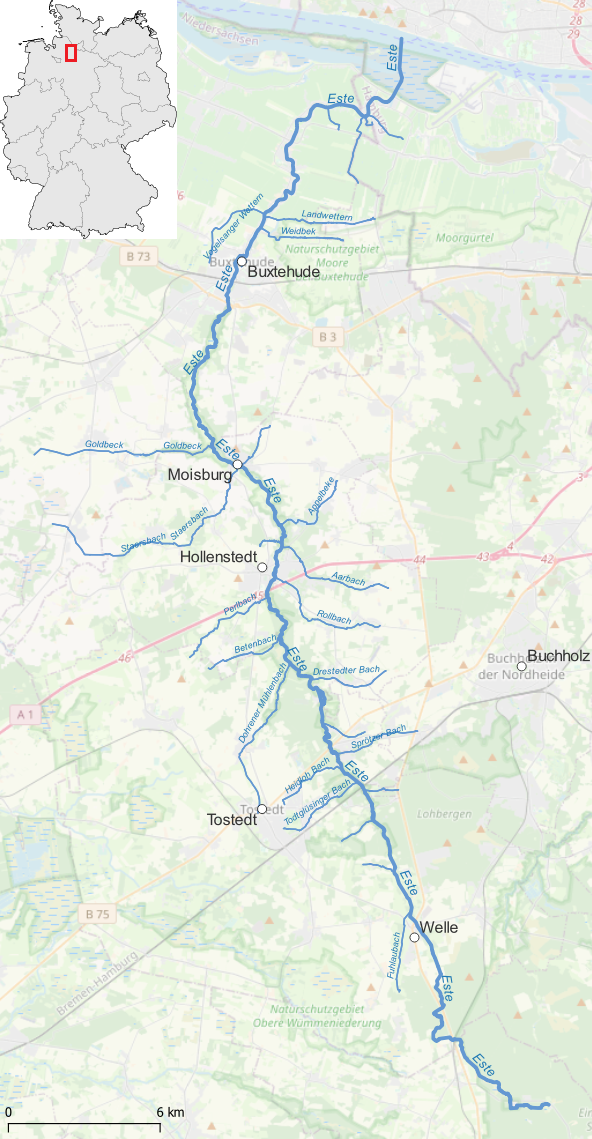
Stroomgebied van de Este
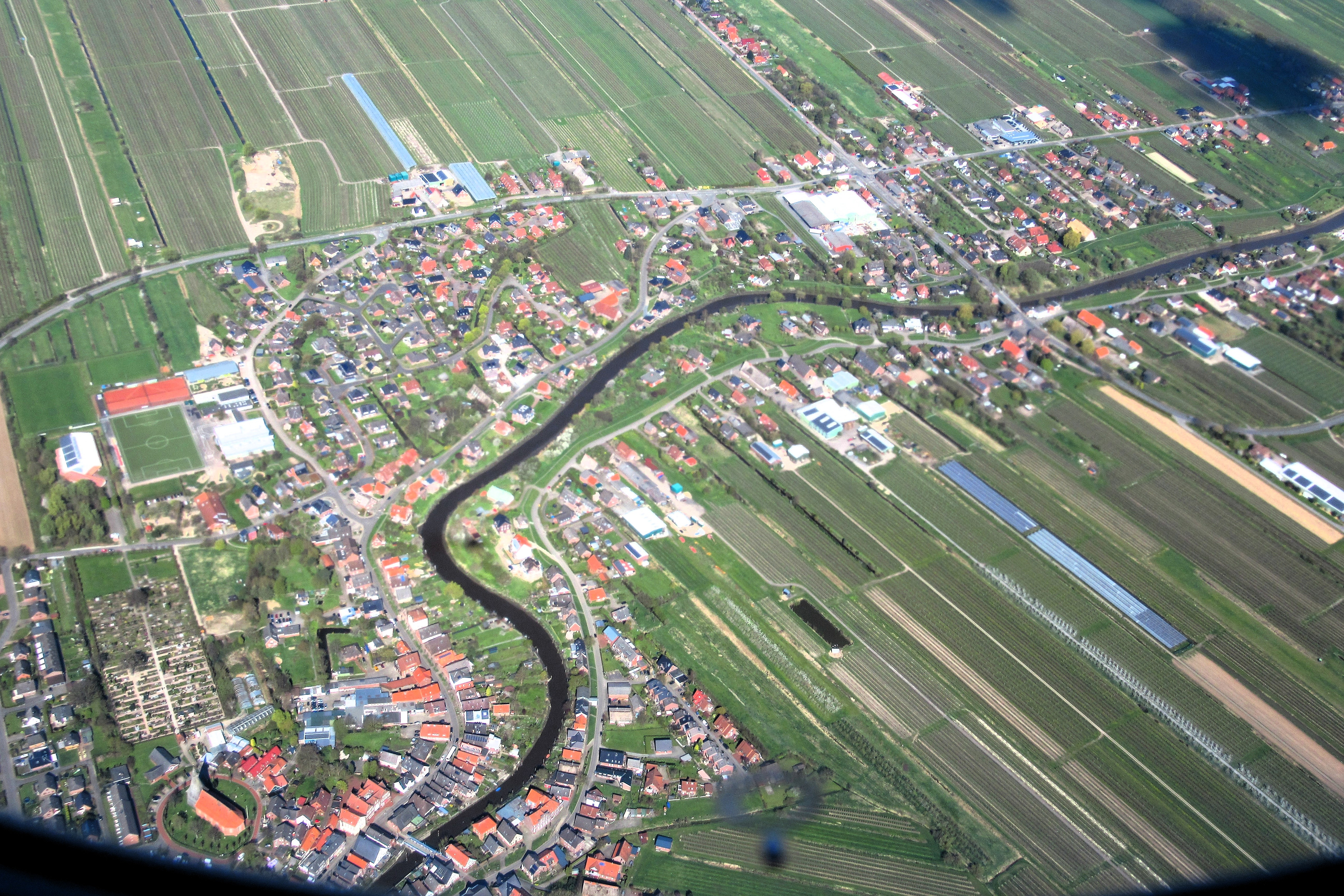
Luchtfoto van Estebrügge, doorsneden door de Este

Het dorp, gelegen aan de Este, een 62 km lange zijrivier van de Elbe, werd in 1972 bij Jork gevoegd. 
Estebrügge wordt voor het eerst vermeld in een oorkonde uit 1196. De huidige dorpskerk werd gebouwd in 1700 op de fundamenten van een voorganger, al in 1221 wordt een kerk van Estebrügge vermeld. De orgelkast in dit kerkgebouw is van de hand van de beroemde orgelbouwer Arp Schnitger.